# Hoplosmia padri
Hoplosmia padri là một loài Hymenoptera trong họ Megachilidae. Loài này được Tkalcu mô tả khoa học năm 1974.